# 奧克格羅夫 (佛羅里達州加茲登縣)
奧克格羅夫（英語：Oak Grove）是位於美國佛羅里達州加茲登縣的一個非建制地區。該地的面積和人口皆未知。

## 地理
奧克格羅夫的座標為30°41′31″N 84°44′00″W / 30.69194°N 84.73333°W，而該地的平均海拔高度為87米（即285英尺）。